# Водонапорная башня
Водонапо́рная башня — сооружение в системе водоснабжения для регулирования напора и расхода воды в водопроводной сети, создания её запаса и выравнивания графика работы насосных станций.

## Описание
Водонапорная башня состоит из бака (резервуара) для воды, обычно цилиндрической формы, и опорной конструкции (ствола). Регулирующая роль водонапорной башни заключается в том, что в часы уменьшения водопотребления избыток воды, подаваемой насосной станцией, накапливается в водонапорной башне и расходуется из неё в часы увеличенного водопотребления. Высота водонапорной башни (расстояние от поверхности земли до низа бака) обычно не превышает 25 м, в редких случаях — 30 м; ёмкость бака — от нескольких десятков м³ (для малых водопроводов) до нескольких тысяч м³ (в больших городских и промышленных водопроводах). Опорные конструкции выполняются в основном из стали, железобетона, иногда из кирпича, баки — преимущественно из железобетона и стали. Водонапорные башни оборудуют трубами для подачи и отвода воды, переливными устройствами для предотвращения переполнения бака, а также системой замера уровня воды с телепередачей сигналов в диспетчерский пункт.

## Башня Рожновского

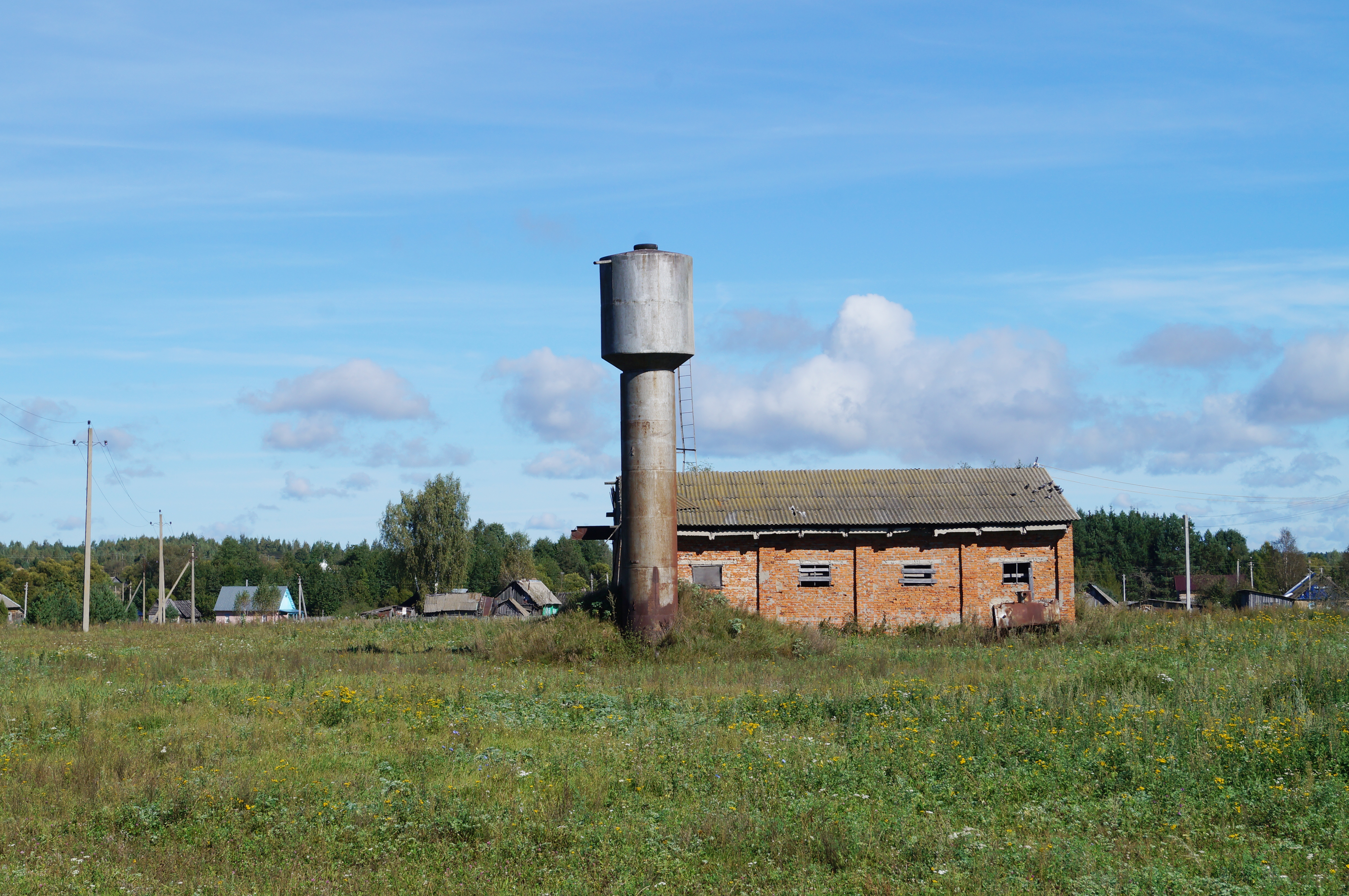
Водонапорная башня Рожновского — распространённый тип в сельской местности России.

Одной из наиболее распространённых систем водонапорных башен является «Башня Рожновского», которая предназначена для регулирования расхода и напора воды в водонапорной сети, создания её запаса и выравнивания графика работы насосных станций. Башня Рожновского состоит из: бака, водонапорной опоры, крышки бака с люком для осмотра. Внутри к стенкам бака приварены скобы льдоудерживателя, а также скобы для спуска обслуживающего персонала. Для подъёма на башню существует наружная лестница с предохранительным ограждением. Объём башни — от 10 до 150 м³. Чаще всего резервуар водонапорной башни изготавливается прямоугольной или округлой формы, соотношение между диаметром и высотой которого зависит от индивидуальных архитектурно-строительных и технологических параметров. Объём резервуара, как и высота опоры, определяется согласно результатам расчётов водораспределительной сети. Для предохранения запаса воды от загрязнения и замерзания резервуар башни окружён специальной защитой. Поступление воды в башню осуществляется при помощи насосов.
Многие водонапорные башни, расположенные на железнодорожных станциях и депо, первоначально снабжали водой ремонтные мастерские и водозаправочные колонки для паровозов, однако к 60-м годам XX века утратили своё значение в связи с переключением станций и депо на центральную систему водоснабжения.

## Галерея

Водонапорная башня в разрезе: 1 — насосная, 2 — резервуар с водой, 3 — потребители воды.
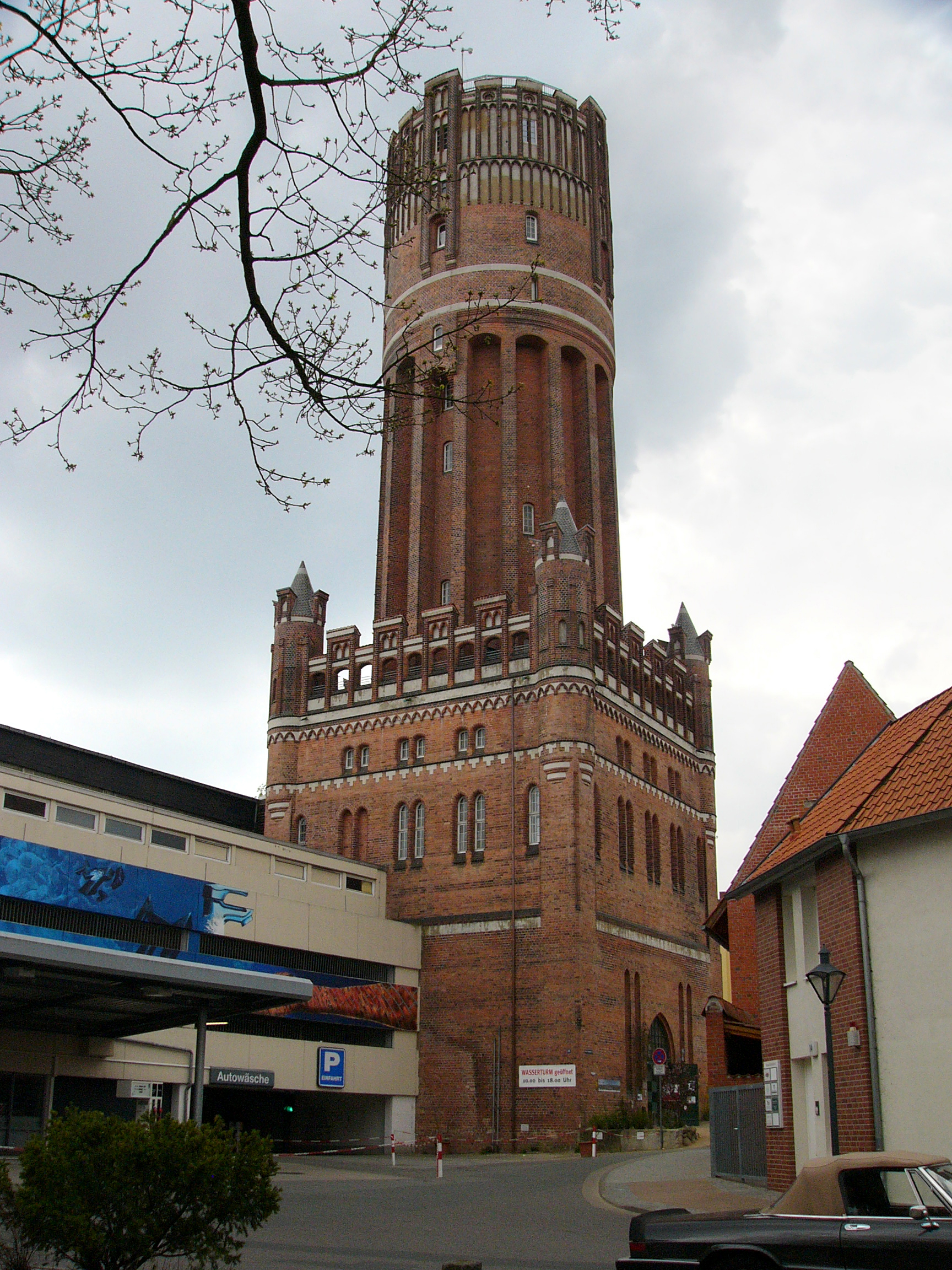
Люнебургская водонапорная башня в стиле кирпичной готики
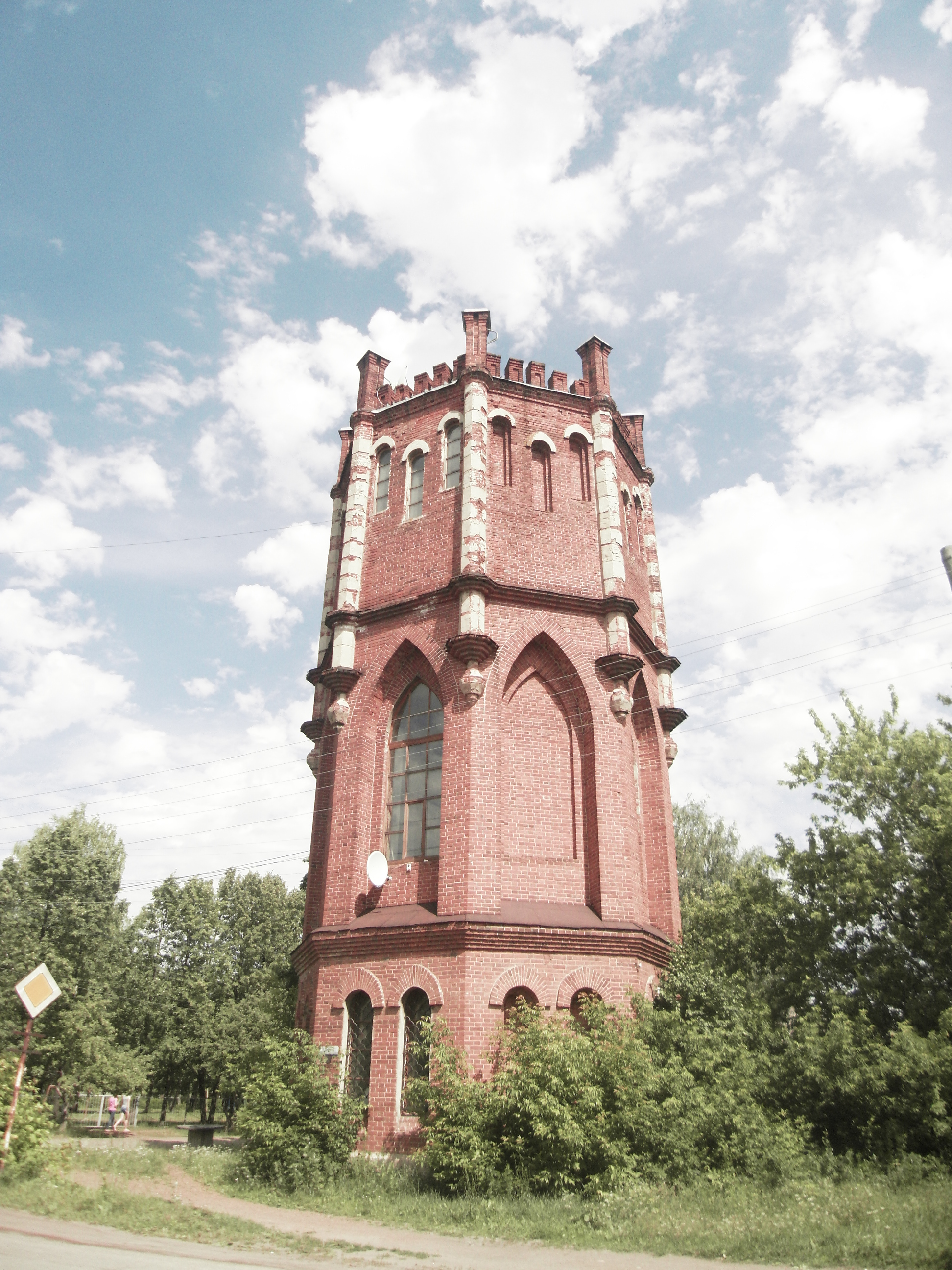
Водонапорная башня. Яранск, Кировская область
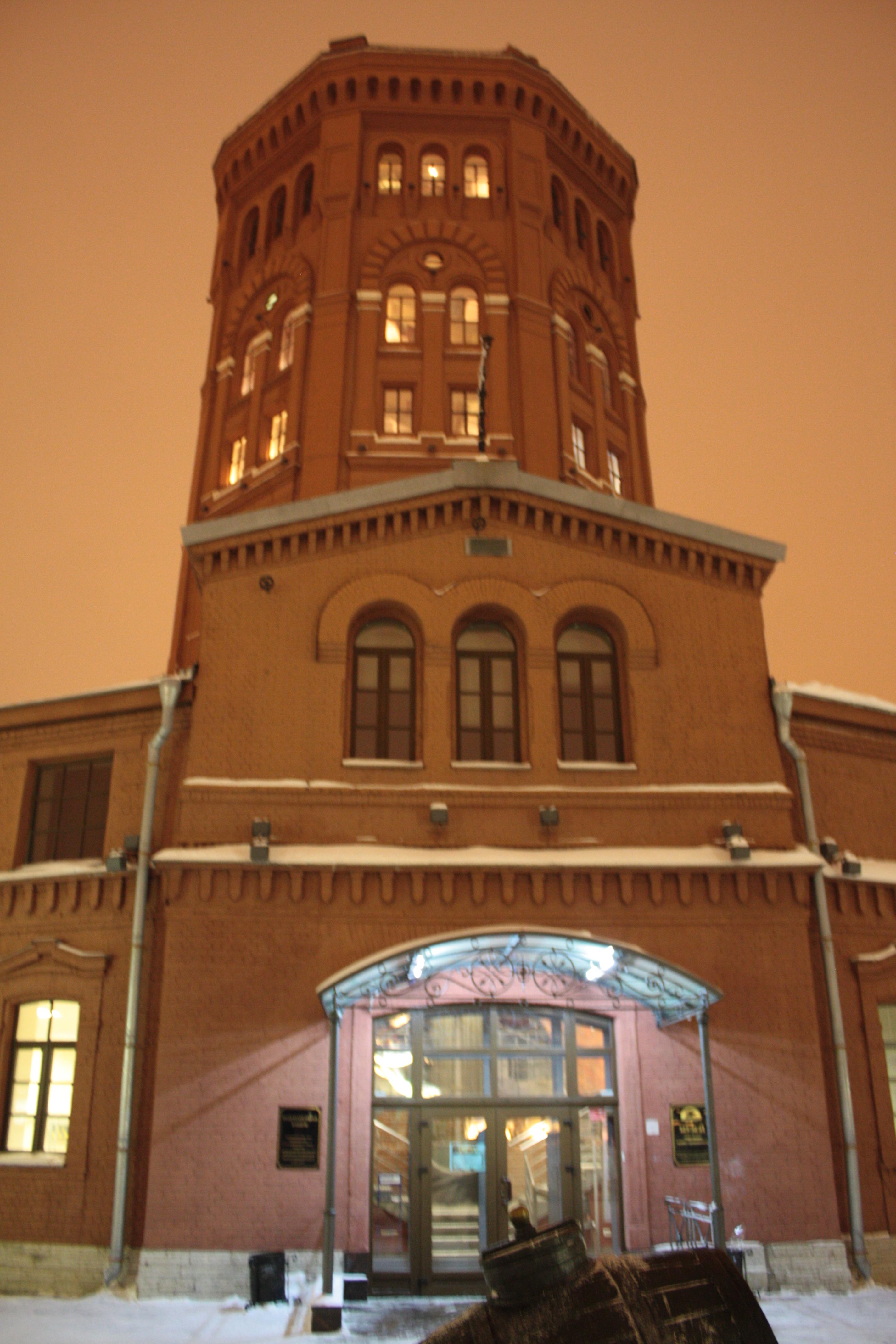
Музеефицированная водонапорная башня в комплексе «Вселенная воды». Санкт-Петербург.
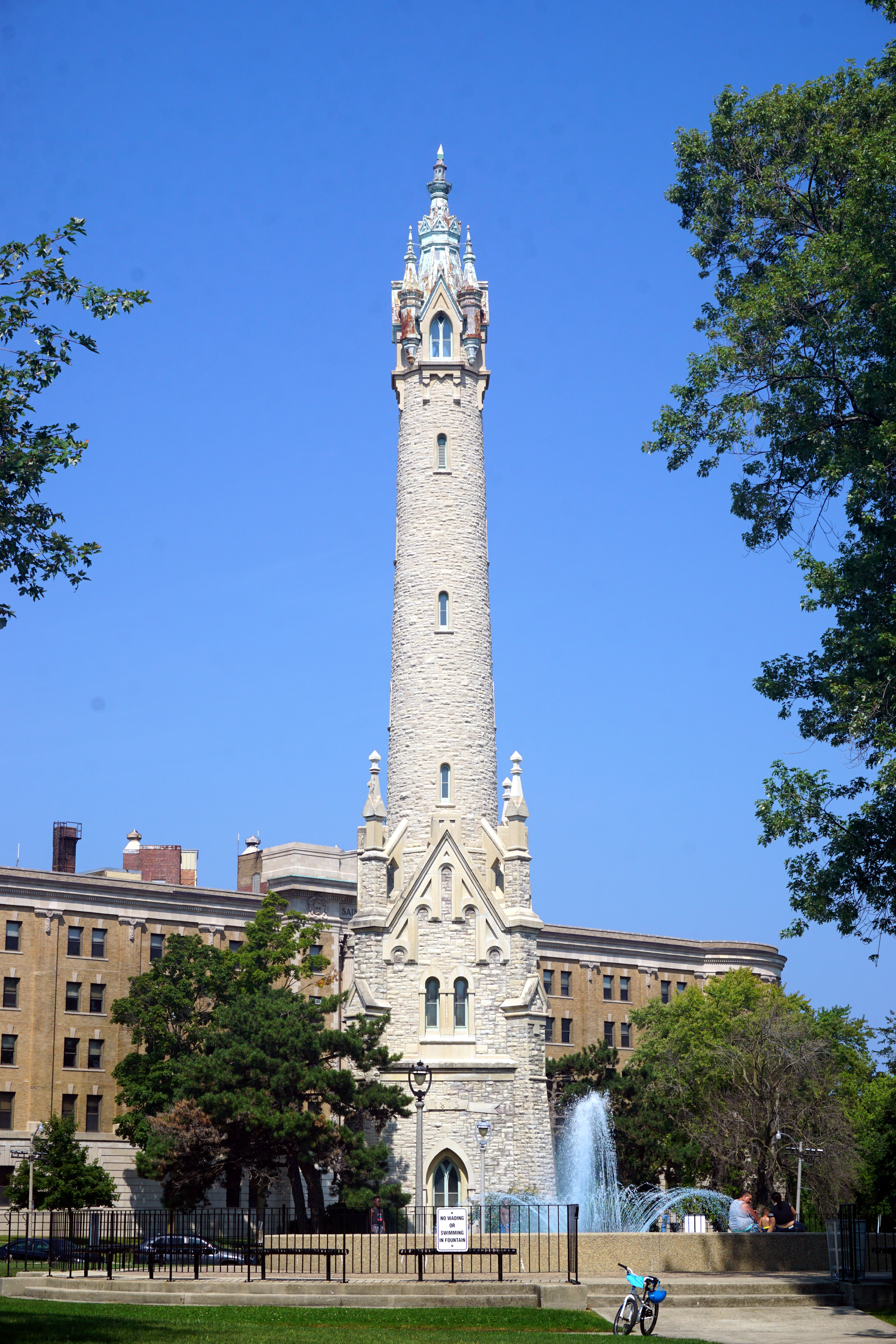
Викторианская башня Норт-Пойнт в Милуоки, США
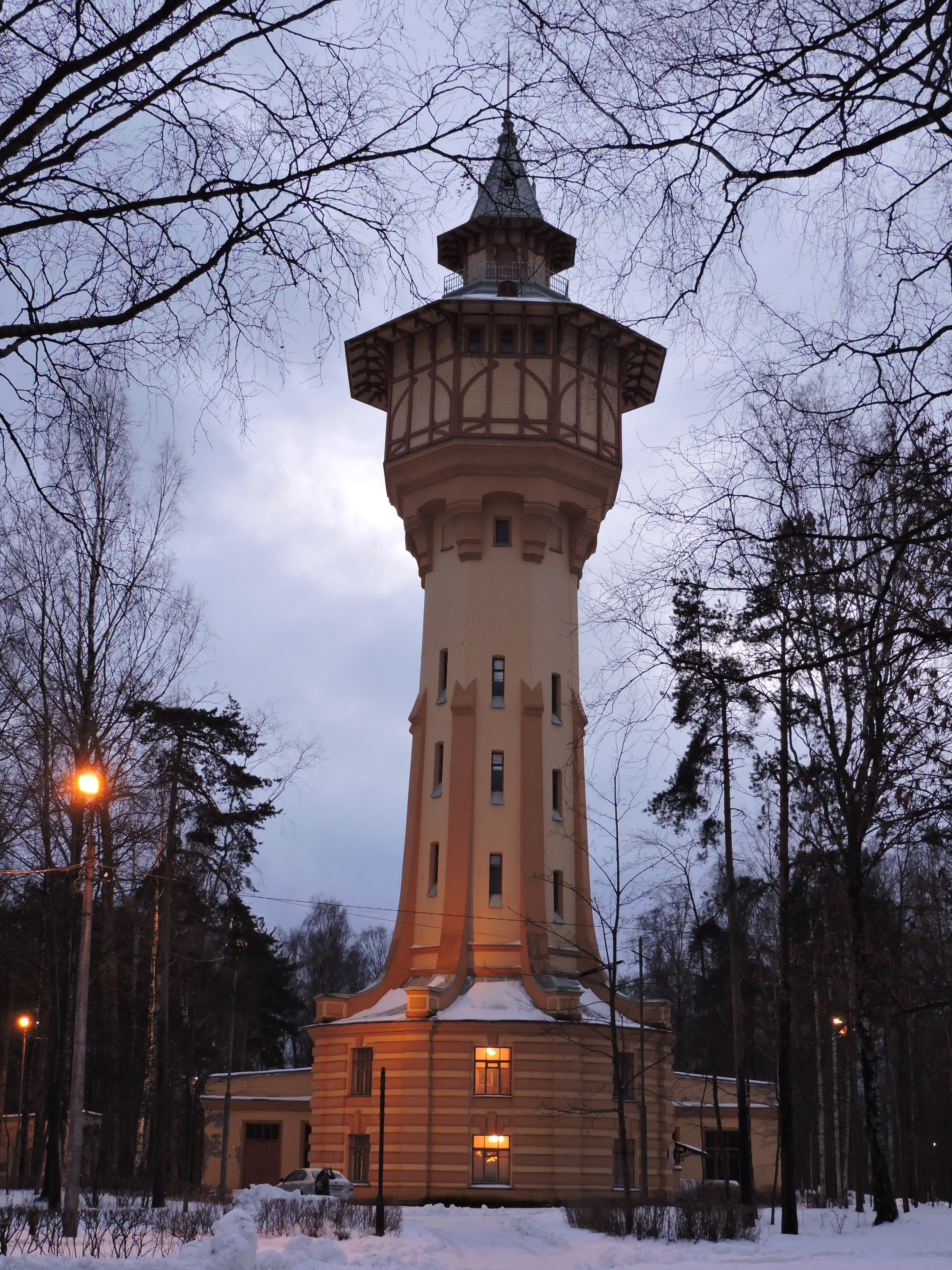
Водонапорная башня кафедры гидравлики СПбПУ.
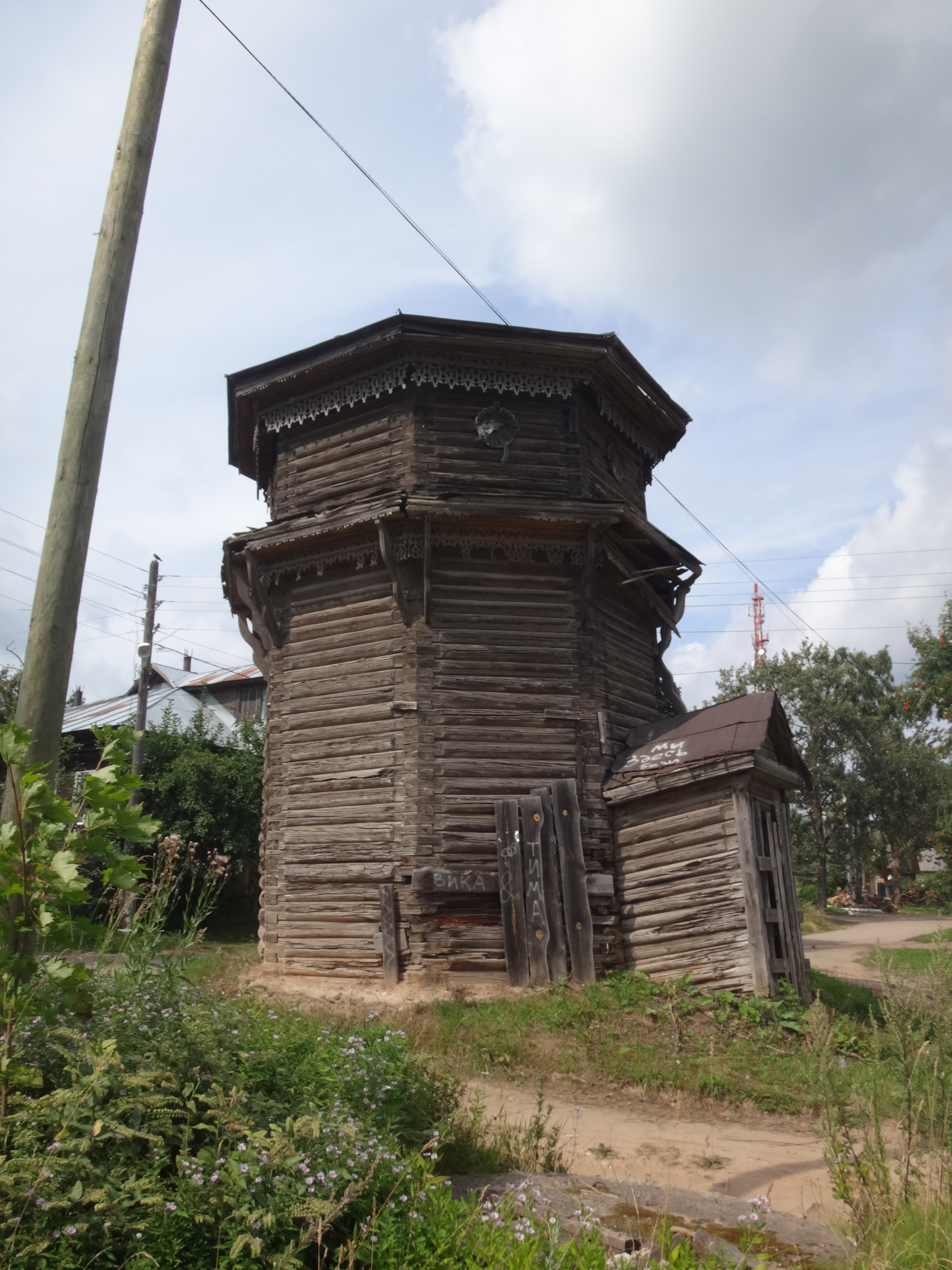
Деревянная водонапорная башня. Устюжна.
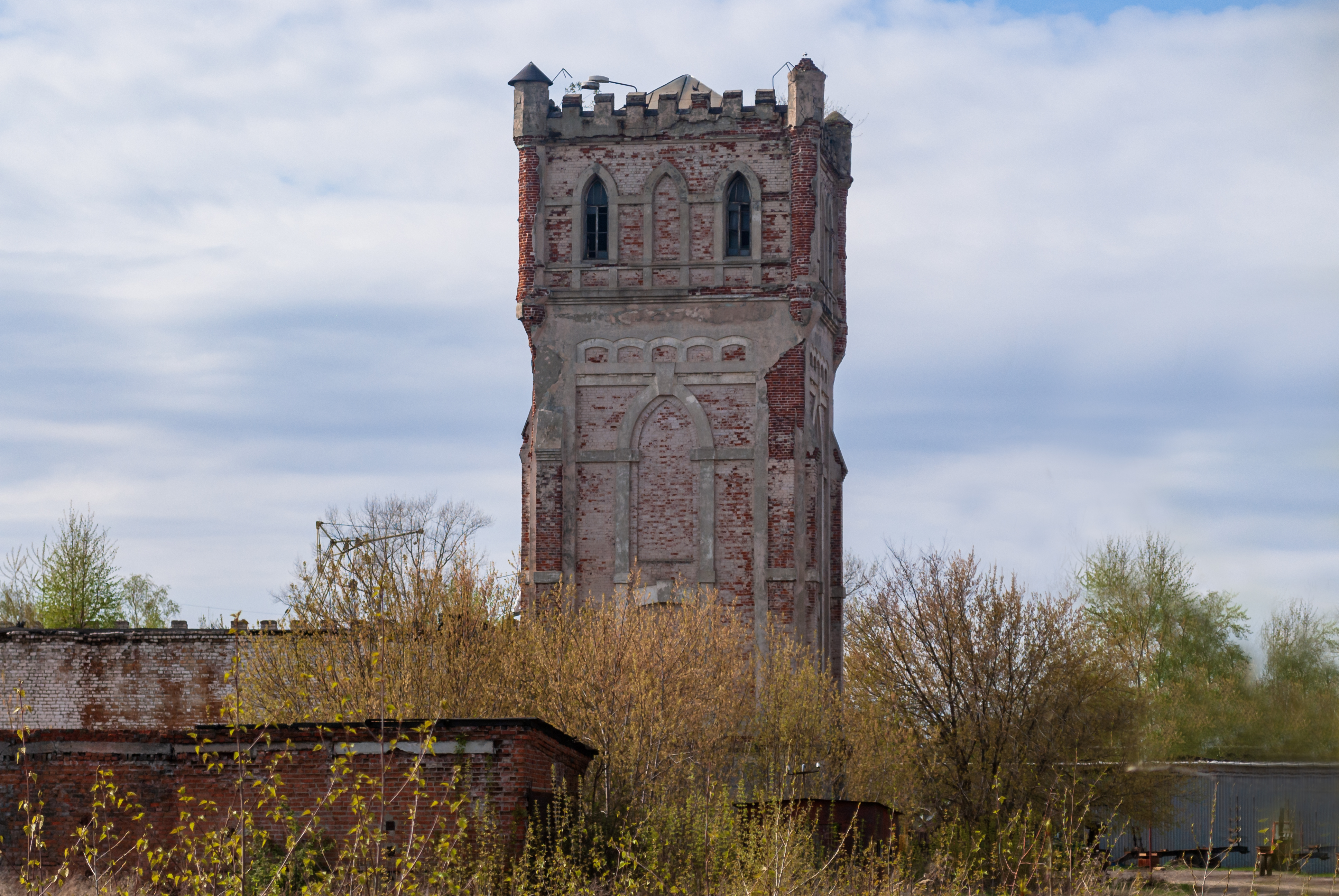
Водонапорная башня судоремонтного завода. Память Парижской Коммуны, Нижегородская область
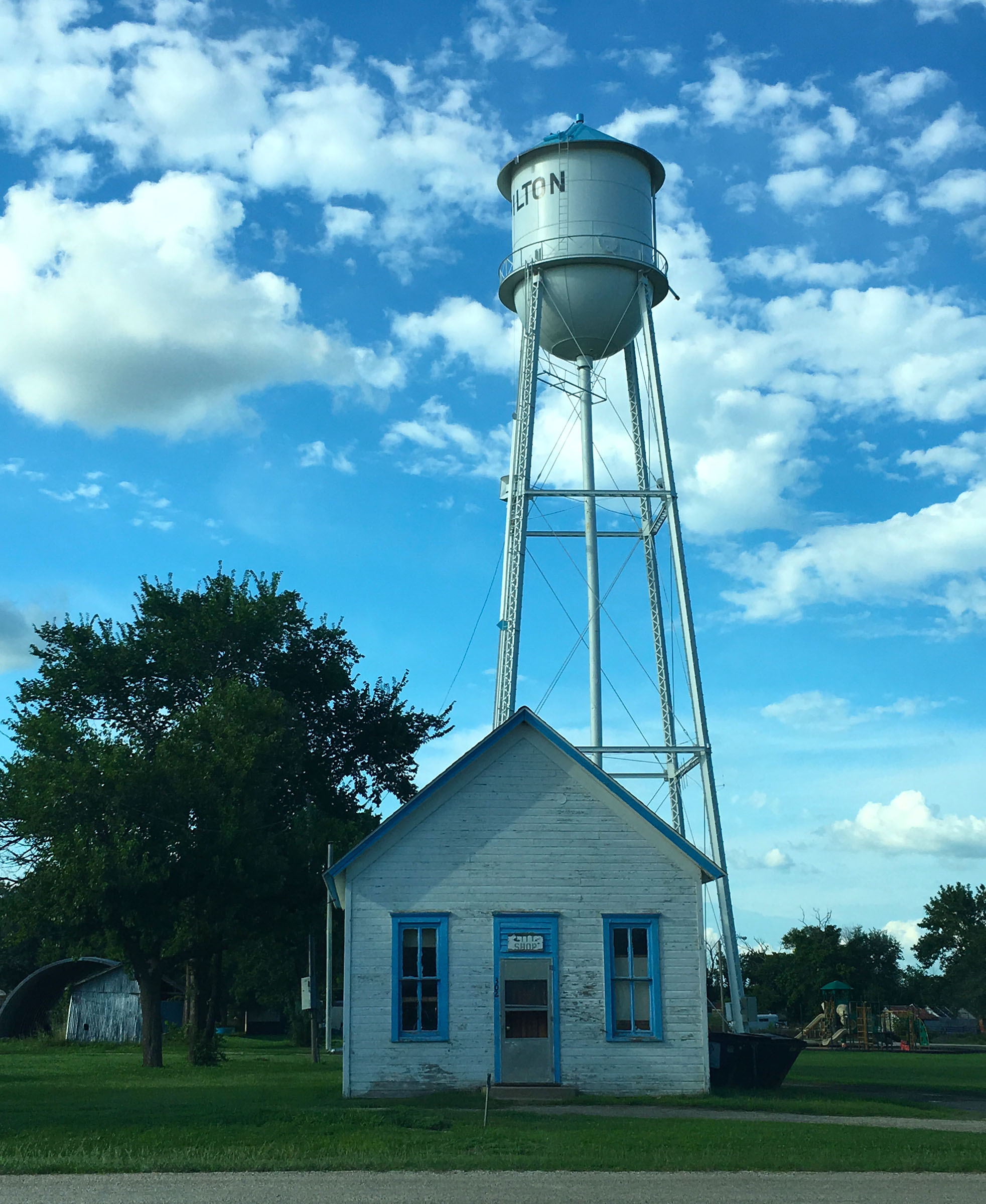
Водонапорная башня. Гамильтон, штат Канзас, США
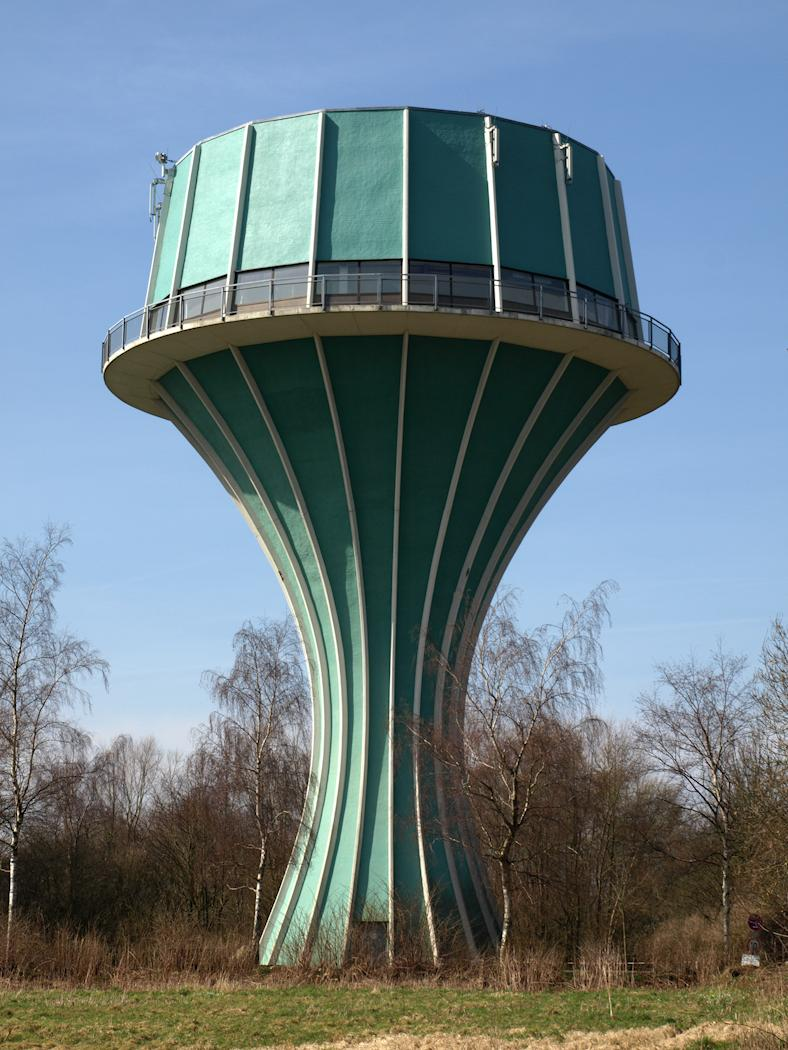
Современная конструкция водонапорной башни. Фленсбург, ФРГ
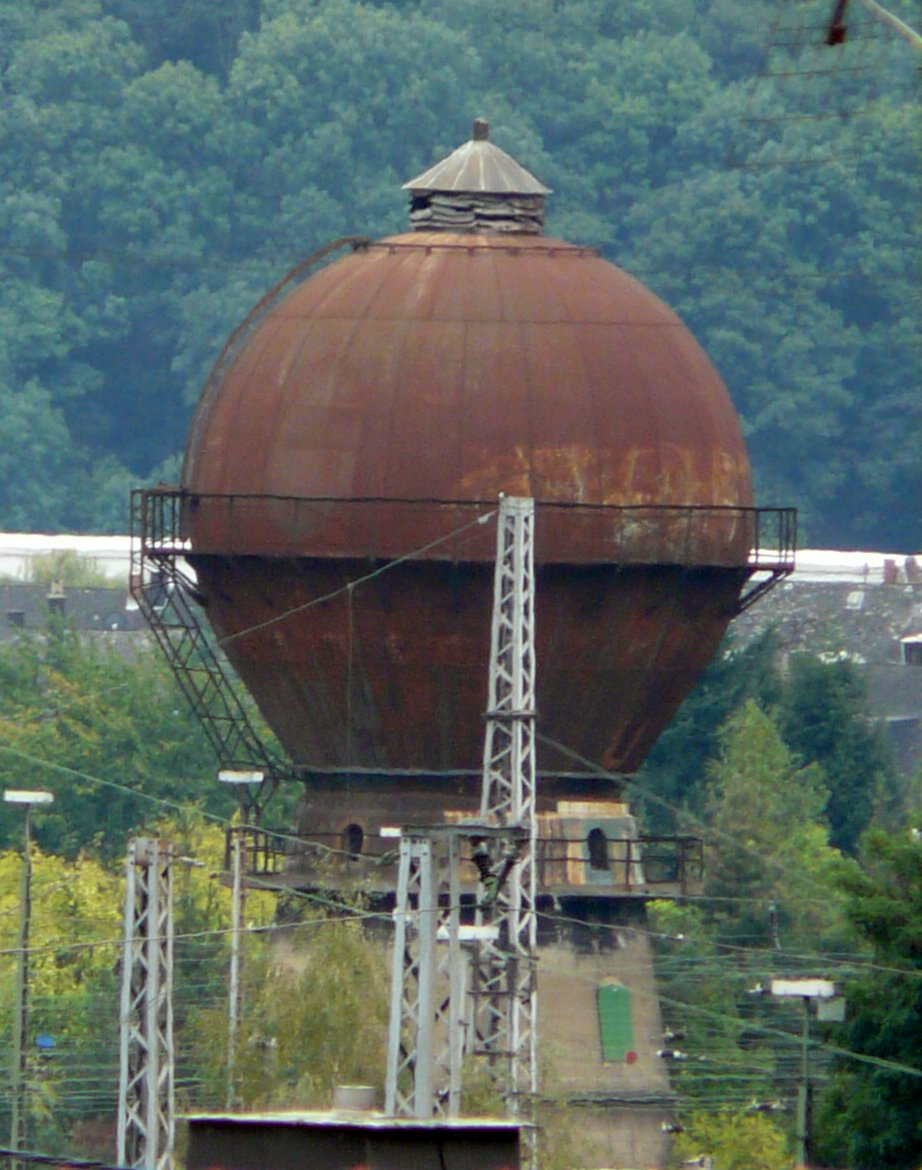
Бывшая железнодорожная водонапорная башня. Трир, Германия
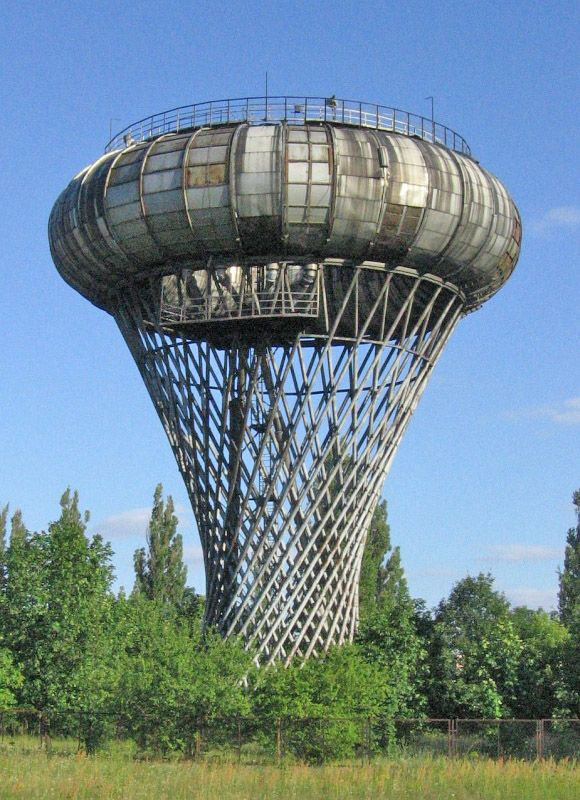
Гиперболоидная конструкция в Цехануве, Польша